# Lavinia Fisher
Lavínia Fisher (1793 — 18 de fevereiro de 1820) é amplamente reconhecida como a primeira mulher serial killer nos Estados Unidos. Suas origens são desconhecidas; no entanto, Fisher residiu nos Estados Unidos na maior parte de sua vida. Ela foi casada com John Fisher, e ambos foram condenados por assassinato e roubo.

## Origem
Fisher e seu marido residiram em Charleston, Carolina do Sul na maior parte de suas vidas. Juntos, eles tinham um hotel, o Six Mile Wayfarer House, tendo sido adquirido pelo casal no início do século XIX. O hotel era localizado a seis quilômetros ao norte de Charleston, Carolina do Sul, daí o nome. Após um curto período, muitas denúncias foram feitos ao Departamento de Polícia local sobre os clientes que desapareciam. Devido à falta de provas, sem contar a popularidade do casal com muitos moradores da região, tais queixas não foram levadas em conta.
Lavinia Fisher sempre convidava homens para jantar e fazia muitas perguntas sobre suas ocupações tentando descobrir se eles tinham dinheiro ou não. Segundo consta, ela depois os enviava aos seus quartos com uma xícara de chá envenenada. Uma vez que os homens bebiam o chá e iam para a cama, o marido subia até os aposentos para se certificar de que eles estavam mortos e os esfaqueava.
Outra versão do caso era que o chá apenas servia para colocar os homens em sono por algumas horas. Então, quando eles estavam quase dormindo, Lavinia puxava uma alavanca e o colapso de cama soltava a vítima dentro de um poço. Alguns acreditam que havia lanças pontiagudas no fundo do poço.
Um dia um homem chamado John Peeples perguntou se havia alguma vaga disponível e Lavinia teria respondido que eles estavam cheios, embora ele fosse bem-vindo para entrar e descansar tomando um chá. John teria odiado a bebida, e não querendo parecer rude despejou o conteúdo quando ela não estava olhando. Ao conversar com ele por horas, ela percebeu que ele não havia tomado o chá, e por fim acabou dizendo que uma vaga tinha sido liberada. Peeples dirigiu-se ao quarto. Todavia, ele suspeitou sobre o interrogatório e estava preocupado em ser assaltado, acabando por dormir em uma cadeira de madeira perto da porta. No meio da noite, ele acordou com o som alto com o colapso da cama e acabou descobrindo o plano de Fisher. Ele saiu do quarto pela janela e cavalgou até Charleston para alertar as autoridades.
Lavinia Fisher foi enforcada em 1820, mas o crime julgado foi “highway robbery “ (roubo de beira de estrada) – um crime capital naquela época- e não assassinato. Ela era membro de uma gangue de Highwaymen, que operava em dois hotéis perto de Charleston, a Five Mile House e a Six Mile House. Não está claro se a Six Mile House era um hotel, mas serviu como esconderijo para um grande número de bandidos.

## Julgamento e execução
Lavinia Fisher ficou na South Carolina Jail antes de seu enforcamento. Ela havia arquitetado um plano para não enfrentar uma pena capital. Naquele período, a Carolina do Sul não executava mulheres que fossem casadas. Quando Lavinia mencionou o fato ao juiz no julgamento, ele teria dito que eles iriam matar o marido dela primeiro, tornando-a uma viúva.
Lavinia Fisher então fez outro plano e decidiu ser executada em um vestido de noiva. Ela era uma mulher considerada bonita na época, e esperava que com a presença de um sacerdote ela poderia seduzir um homem para se casar com ela. Quando isso não aconteceu e Lavinia percebeu que estava correndo contra o tempo, e antes do carrasco apertar o laço, ela disse para a multidão "Se alguém tiver alguma mensagem para o inferno, dê para mim - eu vou entregá-la.", então ela pulou da forca e se suicidou antes de ser executada.
Muitos dos crimes alegados que realmente ocorreram nas mãos de John e Lavinia Fisher eram exagerados, tornado difícil discernir fantasia de realidade. No entanto, sabe-se com base nos arquivos de Charleston que um grupo de vigilantes foi criado na época para enfrentar supostas atividades criminosas de gangues na região onde os Fisher moravam em 1819. Após conseguirem o feito, o grupo teria se desfeito dexinado um homem chamado David Ross para fiscalizar a área.
Cedo no dia seguinte após ser incumbido da tarefa, Ross foi atacado por dois homens e arrastado até a quadrilha que aterrorizava a região. Entre eles estava Lavinia Fisher, a quem ele pediu socorro. Segundo consta, ao invés de ajudá-lo, ela o teria esganado e em seguida teria batido sua cabeça em uma janela. Ross conseguiu escapar e alertou imediatamente as autoridades.
Imediatamente após este incidente, John Peeples, que estava no hotel dos Fisher fugiu após a noite que quase foi assassinado, acabando por relatar o caso às autoridades. Com base nessas duas acusações, nomes e identidades dos assaltantes foram dadas, coisa que no passado não existia. A Polícia foi enviada imediatamente para o local e durante o inquérito que se seguiu foram descobertos que Lavinia e John faziam parte da guangue. John Fisher entreguou o grupo num esforço para proteger a esposa e protegê-la, identificando cada um dos membros da quadrilha. 
Quase um ano decorreu entre o momento da detenção e da execução. John declarou-se inocente. Durante a cerimônia de acusação os Fisher alegaram inocentes, mas foram presos até o período de julgamento que ocorreria em maio. O júri no julgamento rejeitou todos os apelos dos dois e os declarou culpado. No entanto, o juiz permitiu que um recurso fosse realizado a respeito da acusação e foi-lhes dado um indulto até que a sessão do tribunal fosse reaberta em Janeiro.
Durante este tempo os Fishers teriam se ocupado com planos de fuga, pois estavam presos em uma mesma cela. Em 13 de setembro eles colocaram os planos em prática e começaram a sua fuga. As coisas não saíram como planejado e a corda que tinham feito de lençóis da prisão rompeu-se, deixando Lavinia presa na cela, mas John conseguiu fugir. Ele não estava disposto a continuar o plano de fuga e foi recapturado.
O Tribunal rejeitou o apelo e ambos foram condenados ao enforcamento em 4 de fevereiro de 1820. Aguardando a execução, John aceitou o conselho do reverendo Richard Furman, um pastor local, mas Lavinia recusou-se a encontrar o religioso. Anterior a execução, o clérigo leu uma carta composta por John Fisher, afirmando que ele tinha se tornado um cristão e que ele não poderia ser executado em cima de uma mentira. Por fim ele insistiu na inocência de Fisher e falou em misericórdia sobre aqueles que haviam feito falso testemunho processo judicial. Depois do reverendo ter lido a carta, Fisher defendeu sua causa na frente de cerca de duas mil pessoas. No final ele aparentemente acabou se contradizendo ao pedir perdão por seus atos.
Lavinia novamente argumentou que não poderiam enforcar uma mulher casada, e John acabou sendo morto um dois dias antes. Acreditava-se que Mary Surratt tinha sido a primeira mulher a ser enforcada nos Estados Unidos, mas a execução de Lavinia teria ocorrido cerca de 40 anos antes.

## Enterro
Após sua execução, Lavinia foi enterrada em um campo perto do local de sua execução, que ocorreu na frente da Old City Jail. Há relatos da realização de uma cerimônia religiosa em uma igreja da região.